# Hunmanby
Hunmanby är en ort och civil parish i Storbritannien.   Den ligger i grevskapet North Yorkshire och riksdelen England, i den östra delen av landet, 300 km norr om huvudstaden London. Hunmanby ligger 61 meter över havet och antalet invånare är 3 352.
Terrängen runt Hunmanby är platt. Havet är nära Hunmanby åt nordost. Runt Hunmanby är det ganska tätbefolkat, med 134 invånare per kvadratkilometer. Närmaste större samhälle är Scarborough, 12,4 km norr om Hunmanby. Trakten runt Hunmanby består till största delen av jordbruksmark.